# Alexander Schüller
Alexander Schüller (Leipzig, 13 de mayo de 1997) es un deportista alemán que compite en bobsleigh en las modalidades doble y cuádruple.
Participó en los Juegos Olímpicos de Pekín 2022, obteniendo una medalla de oro en la prueba cuádruple (junto con Francesco Friedrich, Thorsten Margis, Candy Bauer).
Ganó nueve medallas en el Campeonato Mundial de Bobsleigh entre los años 2020 y 2025, y ocho medallas en el Campeonato Europeo de Bobsleigh entre los años 2019 y 2025.

## Palmarés internacional
| Juegos Olímpicos   | Juegos Olímpicos             | Juegos Olímpicos  | Juegos Olímpicos |
| Año                | Lugar                        | Medalla           | Prueba           |
| ------------------ | ---------------------------- | ----------------- | ---------------- |
| 2022               | Pekín (China)                | Medalla de oro    | Cuádruple        |
| Campeonato Mundial |                              |                   |                  |
| Año                | Lugar                        | Medalla           | Prueba           |
| 2020               | Altenberg (Alemania)         | Medalla de oro    | Cuádruple        |
| 2021               | Altenberg (Alemania)         | Medalla de oro    | Doble            |
| 2021               | Altenberg (Alemania)         | Medalla de oro    | Cuádruple        |
| 2023               | Sankt Moritz (Suiza)         | Medalla de oro    | Cuádruple        |
| 2023               | Sankt Moritz (Suiza)         | Medalla de plata  | Doble            |
| 2024               | Winterberg (Alemania)        | Medalla de oro    | Doble            |
| 2024               | Winterberg (Alemania)        | Medalla de oro    | Cuádruple        |
| 2025               | Lake Placid (Estados Unidos) | Medalla de oro    | Doble            |
| 2025               | Lake Placid (Estados Unidos) | Medalla de oro    | Cuádruple        |
| Campeonato Europeo |                              |                   |                  |
| Año                | Lugar                        | Medalla           | Prueba           |
| 2019               | Königssee (Alemania)         | Medalla de bronce | Cuádruple        |
| 2020               | Winterberg (Alemania)        | Medalla de plata  | Cuádruple        |
| 2021               | Winterberg (Alemania)        | Medalla de oro    | Cuádruple        |
| 2022               | Sankt Moritz (Suiza)         | Medalla de plata  | Cuádruple        |
| 2023               | Altenberg (Alemania)         | Medalla de bronce | Doble            |
| 2024               | Innsbruck (Austria)          | Medalla de oro    | Cuádruple        |
| 2025               | Lillehammer (Noruega)        | Medalla de oro    | Doble            |
| 2025               | Lillehammer (Noruega)        | Medalla de plata  | Cuádruple        |